# Zamostîșce, Berezne
Zamostîșce (în ucraineană Замостище) este un sat în comuna Velîke Pole din raionul Berezne, regiunea Rivne, Ucraina.

## Demografie
Componența lingvistică a localității Zamostîșce
     Ucraineană (100%)
Conform recensământului din 2001, toată populația localității Zamostîșce era vorbitoare de ucraineană (100%).